# Grandrupt-de-Bains
Grandrupt-de-Bains település Franciaországban, Vosges megyében. Lakosainak száma 70 fő (2022. január 1.). Grandrupt-de-Bains Gruey-lès-Surance, La Haye és Hennezel községekkel határos.

## Népesség
A település népességének változása:
| Lakosok száma | 85   | 84   | 90   | 81   | 79   | 76   | 76   | 73   | 70   |
|               | 2013 | 2015 | 2016 | 2017 | 2018 | 2019 | 2020 | 2021 | 2022 |